# Johannes Brus
Johannes Brus (* 2. Juni 1942 in Gelsenkirchen) ist ein deutscher Künstler. Er lebt in Essen.

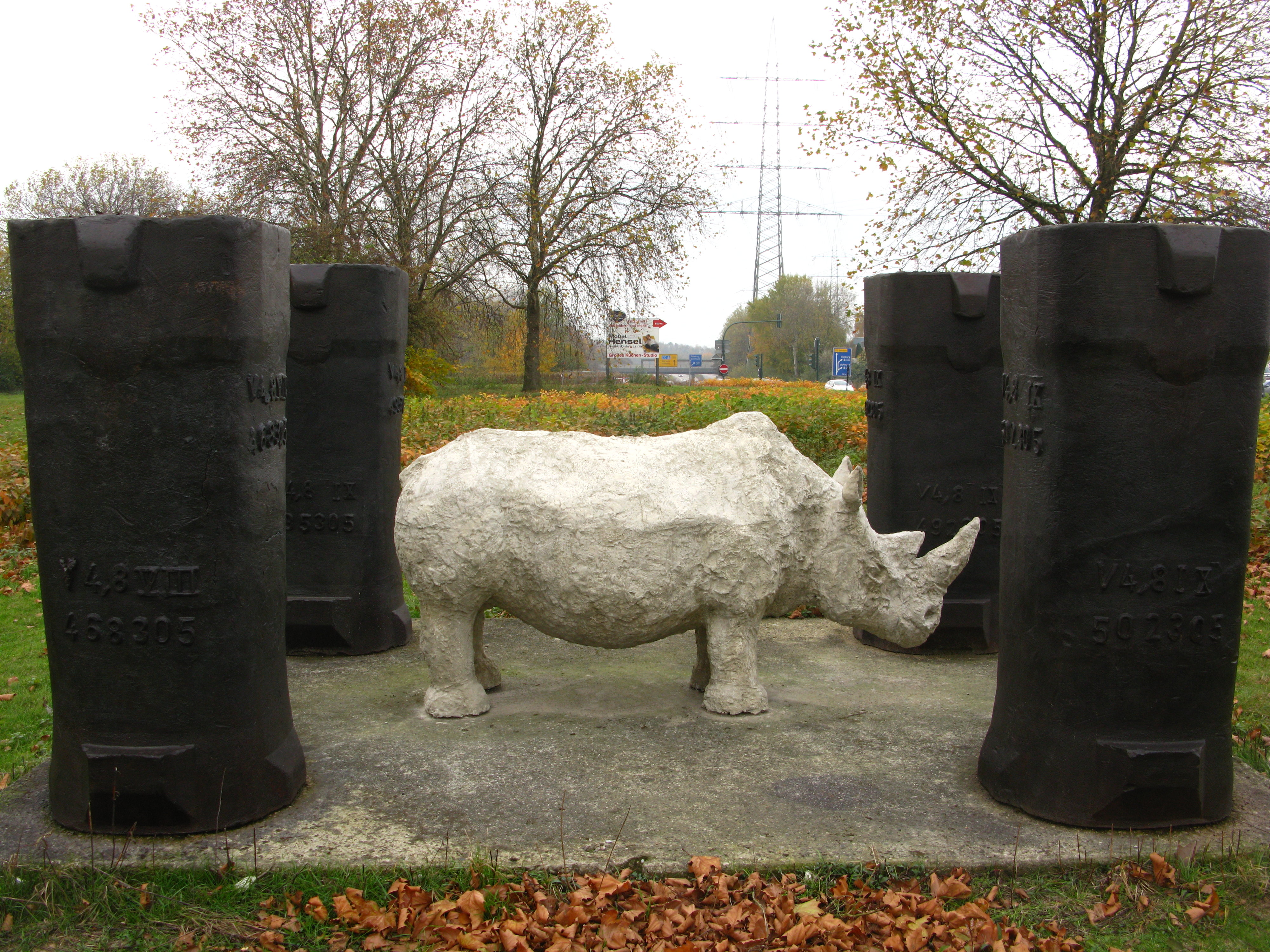
Johannes Brus, Nashorn-Tempel, 1988, Steinguss mit Stahlarmierung, vier Stahlkokillen. Standort: Gladbecker Str. 50 m südlich Kreuzung mit der Johanniskirchstraße, Essen-Vogelheim

## Leben
Von 1964 bis 1971 studierte er an der Staatlichen Kunstakademie Düsseldorf. Von 1986 bis 2007 war er Professor an der Hochschule für Bildende Künste Braunschweig; zu seinem Studenten gehörten u. a. Katharina Grosse, Karin Kneffel, Matthias Brock, Tim Berresheim und Fabian Bohnmann.
Brus arbeitet vorwiegend als Bildhauer und als Fotograf. Er experimentiert mit unterschiedlichen Techniken, mit denen er die Konventionen der jeweiligen Gattung sprengt. Viele seiner Werke kennzeichnet ein eigenwilliger Humor. Brus thematisiert Aspekte des kulturellen Gedächtnisses und der Funktionen von Bildern.

## Öffentliche Sammlungen
- Sprengel Museum, Hannover
- Kunstmuseum, Bochum
- Skulpturenmuseum Glaskasten, Marl
- Kunstsammlung der Deutschen Bank AG, Frankfurt
- Sammlung zeitgenössischer Kunst der Bundesrepublik Deutschland, Bonn
- Museum Kunstpalast, Düsseldorf
- Kunstpalais Erlangen
- Artothek Nürnberg
- Neues Museum Nürnberg
- Museum Ratingen, Ratingen
- Arp Museum Bahnhof Rolandseck, Remagen
- DZ-Bank, Frankfurt am Main (Sammlung Fotografie)
- San Francisco Museum of Modern Art (SFMOMA)
- Musée National d’Art Moderne im Centre Pompidou, Paris

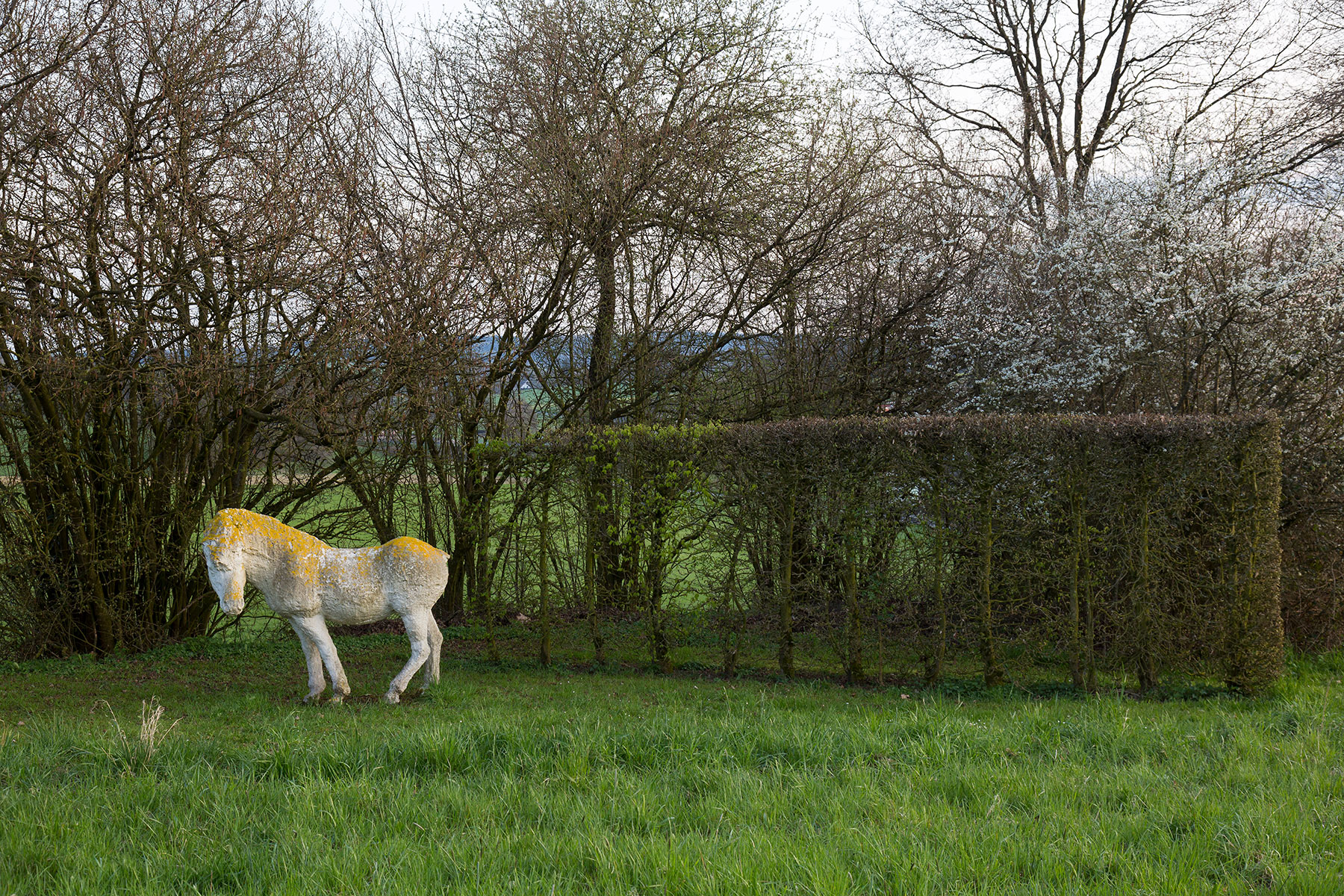
Johannes Brus, ohne Titel, 1997, Großes Pferd 130–158 × 200 × 60–100 cm, Betonguss weiß. Standort: im Tal (Skulpturenpark) zwischen Hasselbach und Werkhausen

- Im Tal (Skulpturenpark)[2]

## Preise
- 1979: Villa-Romana-Preis, Florenz
- 1982: Defet-Preis des Deutschen Künstlerbundes[3]
- 1983: Arbeitsstipendium der Stiftung Kunstfonds, Bonn[4]

## Ausstellungen
- 1990: Kunstverein Ingolstadt

## Galerie

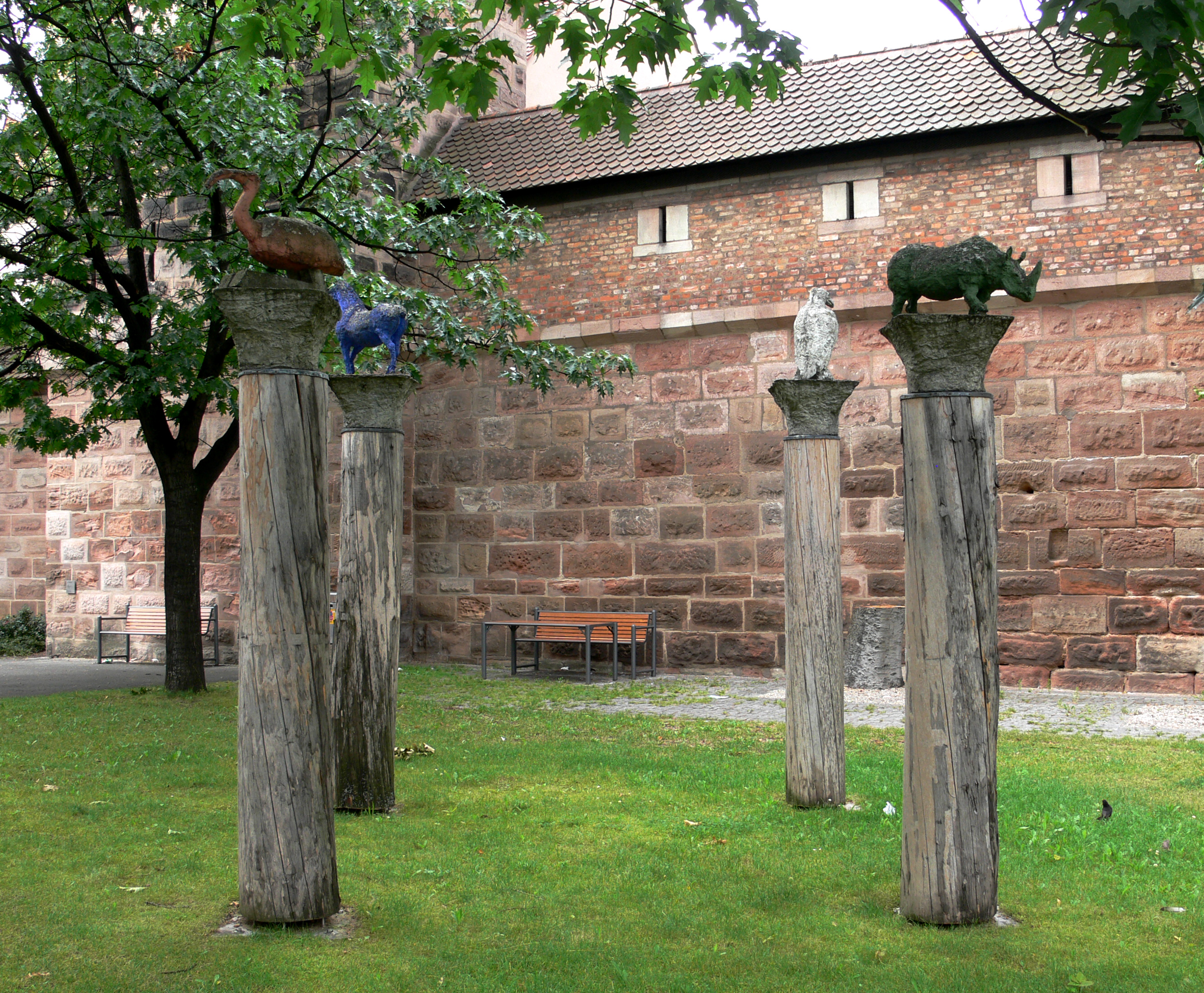
„Tempelchen“ (1982) – Skulpturengarten Nürnberg
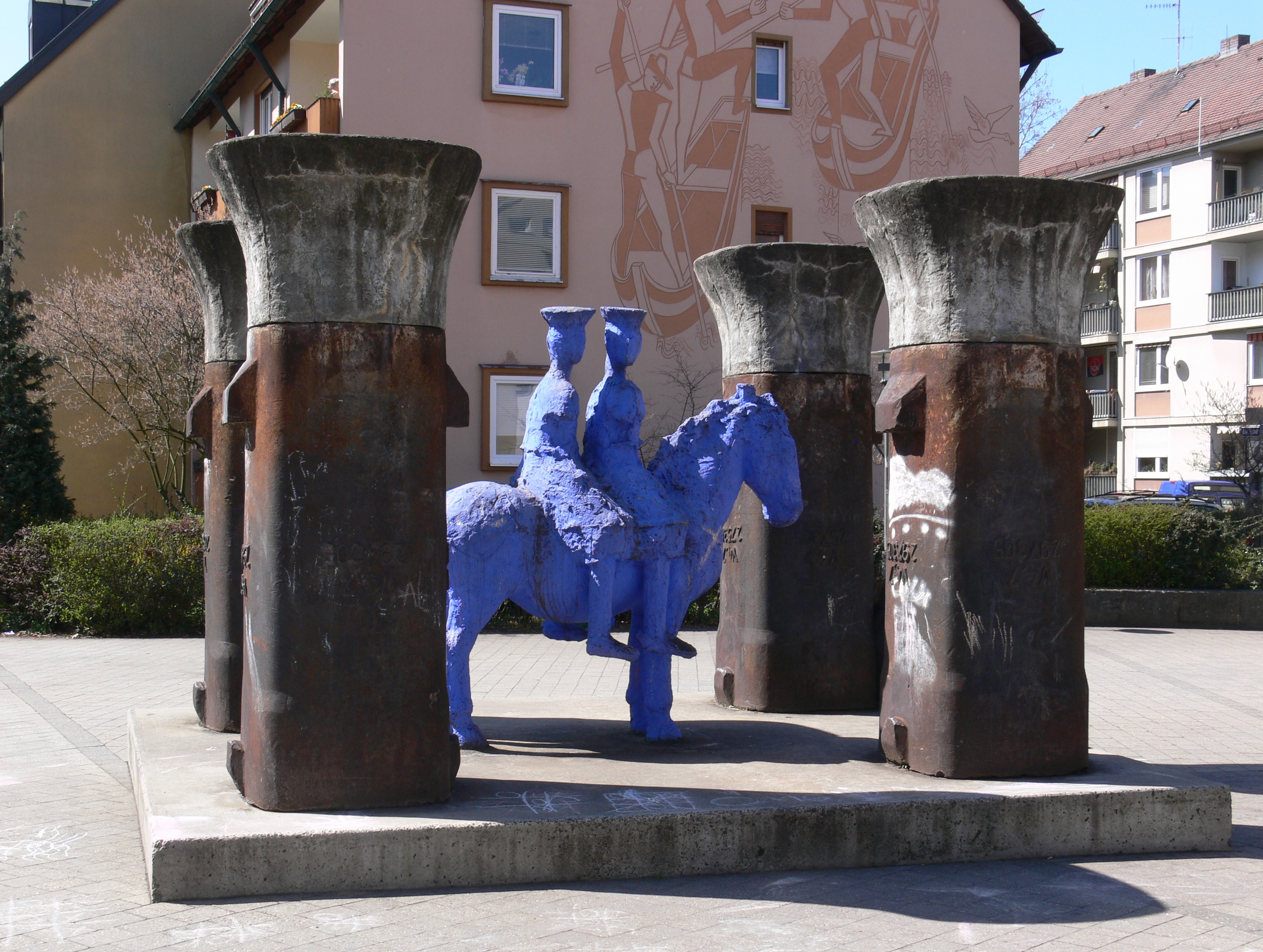
„Reiterstandbild mit Säulenumstellung“ (1992) – Andreij-Sacharow-Platz, Nürnberg
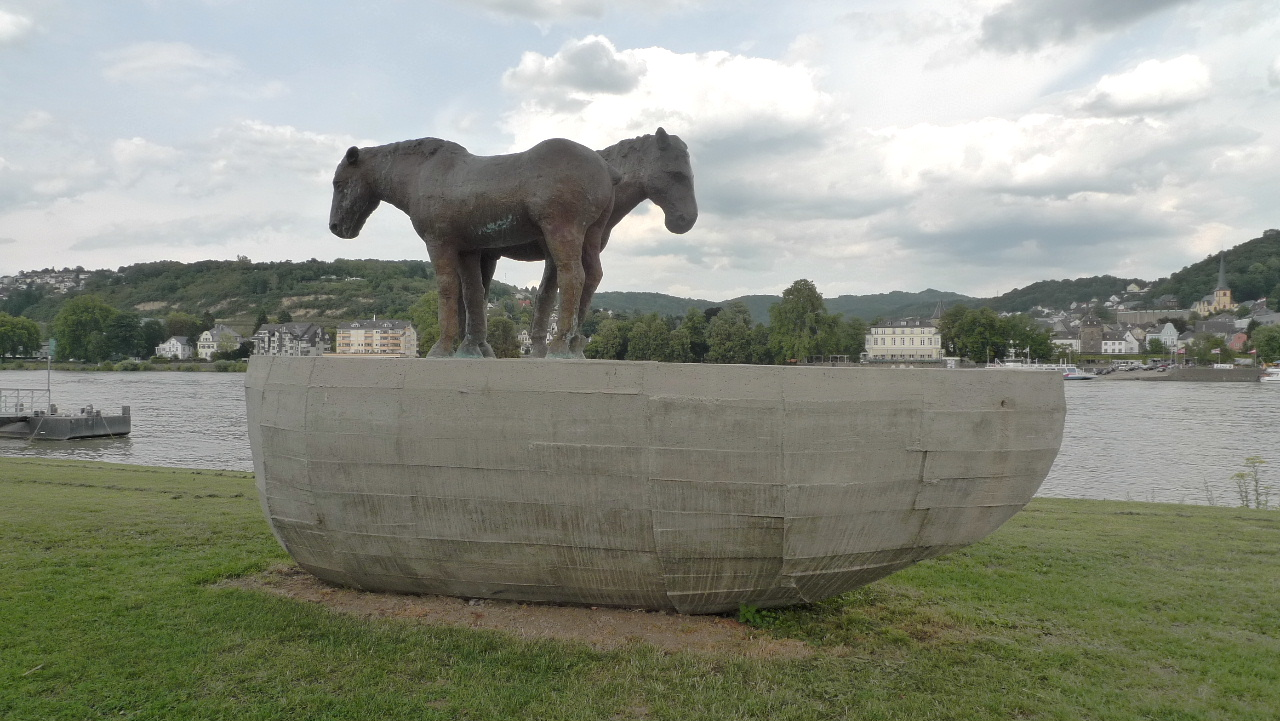
„Treidelpfad“ (2008) – Skulpturenufer Remagen
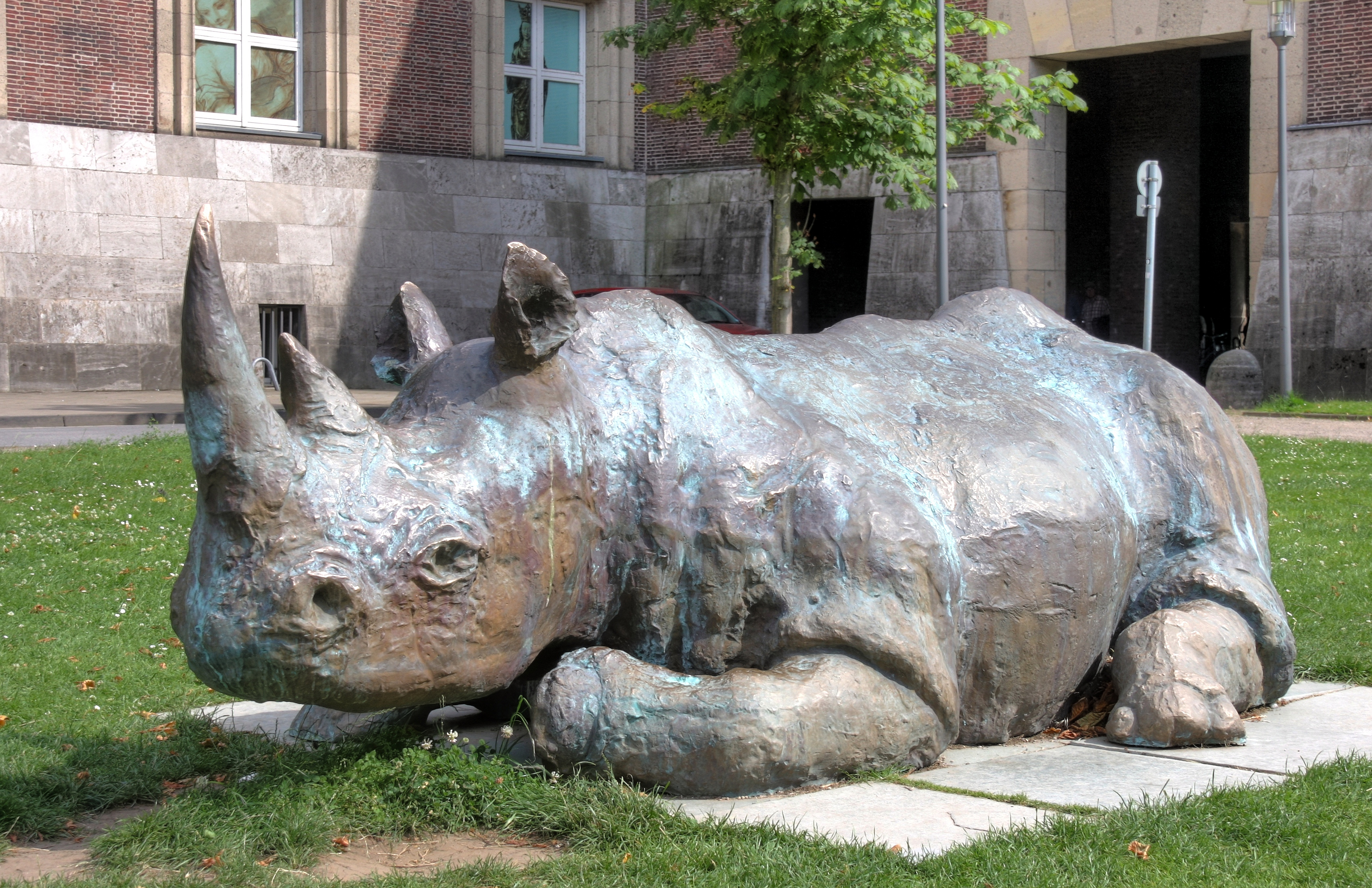
„Nashorn“ (2002) – Museum Kunstpalast, Düsseldorf
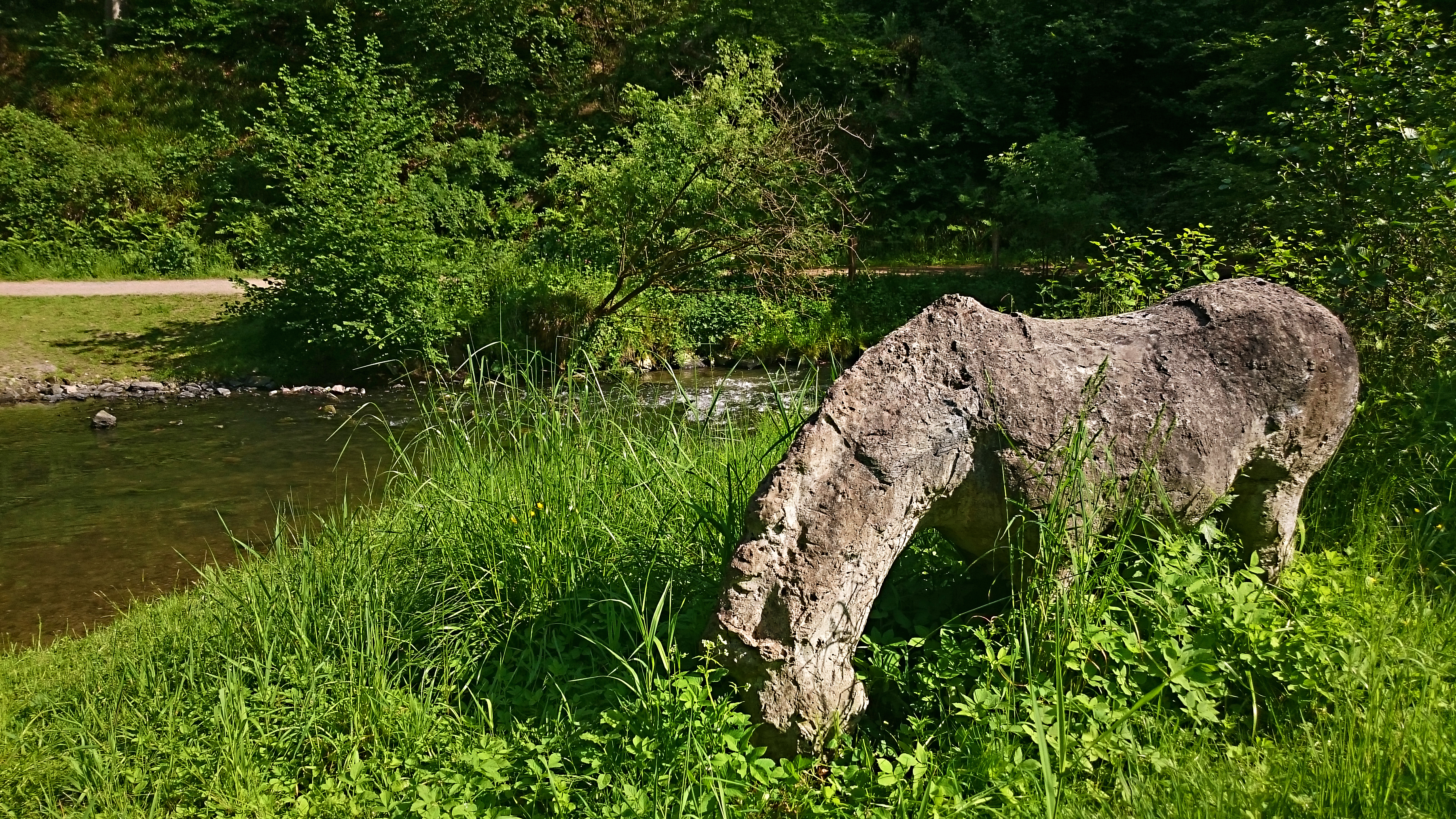
„Pferd“ (1993–2002) – Angerbach bei Ratingen